# Армія поганих хлопців
Армія поганих хлопців (на телеканалі Мега — Солдафони) є одним із британських реаліті — шоу, яке являє собою реальний соціальний експеримент. Ідея цього реаліті — шоу ґрунтується на тому, щоб піддати молодих осіб, що порушили закон, умовам вихованням новобранців британської армії в 1950-х роках, з тим щоб подивитися, чи зможе це реабілітувати їх.
Програма була взята з раніше знятої Армія Хлопців (Lad's Army) (знята за мотивами Dad's Army ), в якій добровольці пройшли чотири тижні базової підготовки 1950-х років. На відміну від трьох сезонів продовження (які називались «Армія поганих хлопців»(Bad Lads Army)), метою оригінальної програми було побачити, чи зможуть теперішні хлопці впоратися із умовами виховання та навчання новобранців 1950-х років, а також порівняти їх із хлопцями 50-х років. Успіх оригінального серіалу привів до нового експерименту, тільки тепер новобранцями були дрібні злочинці, яким судами надається можливість пройти підготовку як альтернативи вироку.
Формат програми дуже простий. Новобранцям видається обмундирування та обладнання того періоду, їх годують, муштрують та готують за стандартами того часу. Їх вільний час обмежено відвідування NAAFI із періодами відпочинку. Новобранці одного взводу складають два відділення, кожне з яких перебуває під наглядом командира відділення. У ході підготовки, віддідення конкурують одне з одним, у процесі цього навчаючись роботі в команді, та лояльності один до одного. Успіх приносить скромні нагороди. Сержанти та офіцери, що працюють над навчанням в цей час, є, або були професійними британськими солдатами.
Кожен сезон має дещо інший формат, ніж його попередники, хоча тема «військова підготовка 1950-х років» спільна для всіх.
У кожному сезоні невелике число новобранців або вибувають (як правило, на гауптвахту), або їх виганяють. Велика частина інших отримують певний досвід, а деякі з них вибрали кар'єру в британській армії
Закадровим голосом для Армії Хлопців (Lad's Army) був Кевін Уотлі. Закадровим голосом трьох сезонів Армії поганих хлопців (Bad Lads Army) був Dennis Waterman . Додатковий матеріал був показаний на цифровому каналі ITV2. Музика для всіх 4 серії була написана Даніелом Пембертоном.

## Сезони

### Армія Хлопців(Lads Army)(2002)
(10 серій)
Перший сезон знятий в таборі Browndown поблизу Госпорту. Новобранцями не були «погані хлопці», а звичайні молоді люди. Вони навчалися із використанням методів британської армії 1950-и х років, кульмінацією сезону був парад, на честь закінчення навчання. Також сезон містив інтерв'ю із людьми, що служили в 1950-х роках.

### Армія поганих хлопців (Bad Lads Army)(2004)
(8 серій)
Новобранцями в другому сезоні були «погані хлопці». Формат цієї серії був схожий на першу в усіх інших аспектах. Серія була знята в RAF New Zealand Farm Camp біля Солсберійської рівнини, а також цей сезон теж містив інтерв'ю із людьми, що служили в 1950-х роках.

### Армія поганих хлопців: Офіцерський курс (Bad Lads Army: Officer Class)(2005)
(7 серій)
Новобранці проходять підготовку як військовослужбовці строкової служби, які були визначені як можливі потенційні офіцери. Це включає в себе поведінку, а також розвиток навичок лідерства.

### Армія поганих хлопців: Екстремальний курс (Bad Lads Army: Extreme)(2006)
(7 серій)
«Новобранці» проходять підготовку як десантники. Один з відділів повинен буде зробити правильний стрибок у кінці сезону. Всі серії були зняті на колишньому Cordite Factory, Holton Heath в Дорсеті.

## Показ в Україні
Показ в Україні відбувається на телеканалі Мега, по суботам о 21 годині, та по неділям о 17 годині.

## Реліз на DVD
4 січня 2010 був випущений DVD, що має назву «Хлопці в армії» («Lads Army»). Він був випущений у складі 3 дисків, що охоплюють весь перший сезон, а також бонусами, що в загальному мають 8 годин. Невідомо, чи наступні сезони вийдуть на DVD.